# یواس‌اس لاگرانژ (ای‌پی‌ای-۱۲۴)
یواس‌اس لاگرانژ (ای‌پی‌ای-۱۲۴) (به انگلیسی: USS La Grange (APA-124)) یک کشتی بود که طول آن ۴۵۵ فوت (۱۳۹ متر) بود. این کشتی در سال ۱۹۴۴ ساخته شد.